# Ercheia dipterygia
Ercheia dipterygia là một loài bướm đêm thuộc họ Noctuidae. Nó được tìm thấy ở quần đảo quần đảo Andaman.